# Adelfia
Adelfia es una localidad italiana de la provincia de Bari, región de Puglia, con 17.189 habitantes.

## Evolución demográfica
| Gráfica de evolución demográfica de Adelfia entre 1861 y 2001 |
|                                                               |
| Fuente ISTAT - elaboración gráfica de Wikipedia               |